# Apuleio
Lucio Apuleio (in latino Lucius Apuleius oppure Lucius Appuleius; Madaura, 125 circa – Cartagine, post 170), conosciuto semplicemente come Apuleio, è stato uno scrittore, filosofo e retore romano.

## Biografia

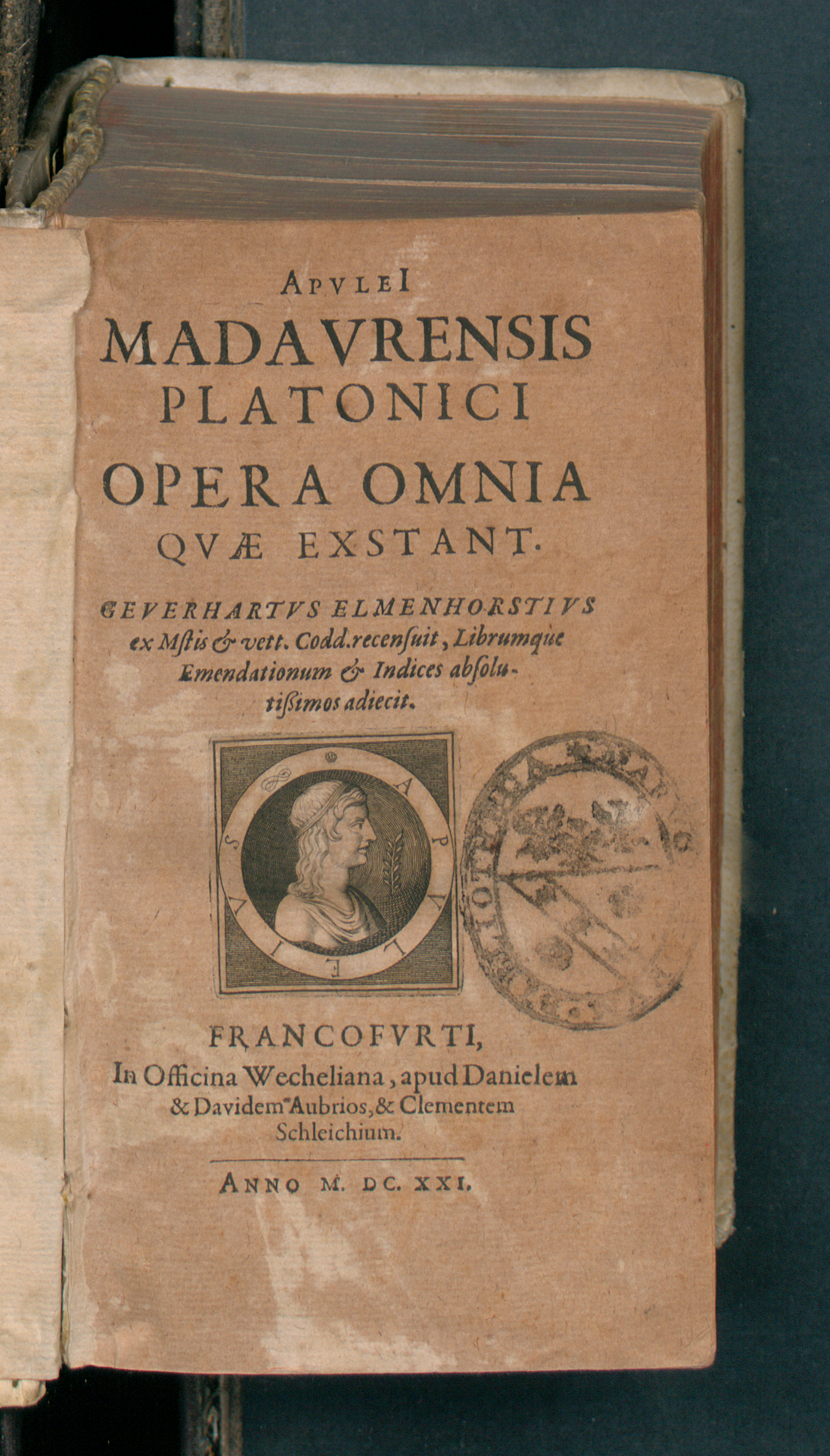
Apuleii Opera omnia, 1621

### Nascita e formazione
Apuleio nacque a Madaura, un piccolo ma importante centro abitato della provincia romana dell'Africa proconsolare (oggi compreso nella provincia algerina di Souk Ahras), intorno al 125 d. C.. Ad Apuleio viene attribuito un prenomen, Lucius, molto probabilmente derivante a posteriori dal fatto che l'autore viene identificato con il protagonista del suo romanzo, chiamato appunto Lucio. L'appellativo di Madaurensis, invece, deriva dalla sua città natale.
La sua famiglia, d'etnia berbera (nella fattispecie d'origine per metà numida e per metà getula), ma perfettamente romanizzatasi, era benestante ed influente: il padre fu, infatti, duumviro, la più alta magistratura municipale, e lasciò ai suoi due figli una consistente eredità di quasi due milioni di sesterzi; Apuleio consumerà la sua parte in viaggi.
L'istruzione dello scrittore si può suddividere in due fasi, la prima delle quali riguarda gli studi di grammatica e retorica, che segue a Cartagine, dopo i quali, per approfondire la poesia, la geometria, la musica e soprattutto la filosofia, si spostò ad Atene.
(Florida, XX, 4)
S'interessa anche dei riti misterici: a Cartagine dei misteri di Esculapio, il corrispettivo romano del dio greco della medicina e della guarigione Asclepio, e ad Atene dei misteri eleusini.
(Apologia o Pro se de magia, LXXIII, 7)
Apuleio fu un grande amante dei viaggi: brillante conferenziere e curioso d'ogni scienza, filosofia o culto, fu a lungo una specie di clericus vagans del suo tempo. Alcune tappe del suo pellegrinaggio segnarono, inoltre, particolarmente il suo vissuto e la sua sensibilità, come il soggiorno a Roma, in cui fu iniziato al culto di Osiride e di Iside e intraprese con successo la carriera dell'avvocato, per proseguire per l'Egitto, Samo (isola natale di Pitagora), Gerapoli e l'Oriente, dove approfondì la sua cultura filosofica e religiosa.

### Il processo per magia e gli ultimi anni
(Apologia o Pro se de magia, XXV, 5)
Sulla via di Alessandria, Apuleio sostò a Oea (l'odierna Tripoli), dove si imbatté in un vecchio compagno di studi, Ponziano, che lo trattenne offrendogli ospitalità. La madre di Ponziano, Emilia Pudentilla, era vedova, non bella, ma particolarmente benestante e decise di sposare Apuleio, perché fidato amico e, in quanto filosofo, indifferente alla ricchezza. Apuleio, inizialmente ritroso, cedette alle insistenze della donna e i due si unirono in matrimonio. Dì lì a breve, però, Ponziano morì e i parenti di Pudentilla, per timore di perdere la ricca eredità, accusarono Apuleio di aver sedotto la vedova con incantesimi e magie per estorcerle il lascito, oltre ad accusarlo di aver ucciso Ponziano, senza prove a sufficienza. Dunque rimaneva l'accusa di magia, reato che veniva punito con la pena capitale, in osservanza della lex Cornelia de sicariis et veneficis emanata dal dittatore Silla nell'81 a.C.
Venne, dunque, avviato un processo a suo carico, celebrato a Sabratha, in Tripolitania, di fronte al proconsole romano Claudio Massimo, si suppone tra la fine del 158 e gli inizi del 159: anche grazie all'orazione difensiva, poi pubblicata col titolo di Apologia o Pro se de magia, Apuleio venne assolto, o almeno così si può dedurre dal tono trionfale nella stessa.
Grazie alle sue pubblicazioni, Apuleio riscosse grande fama di filosofo platonico e, ritornato a Cartagine, la sua gloria venne riconosciuta con la sua investitura a sacerdos provinciae ("sacerdote della provincia"), una carica di grande prestigio religioso e civile, per cui gli fu affidato il culto dell'imperatore e di Roma, ma anche funzioni di governo e di rappresentanza. Sarebbe morto dopo il 170, più probabilmente prima del 180, visto che le Metamorfosi contengono allusioni o riferimenti ad un rescritto di Marco Aurelio e Commodo del 177.

## Opere
Apuleio compose numerose opere, in versi e in prosa, in greco e in latino, ma molti dei suoi scritti sono andati perduti; quelli pervenuti sono Le metamorfosi e alcune opere filosofico-retoriche.

### Le metamorfosi

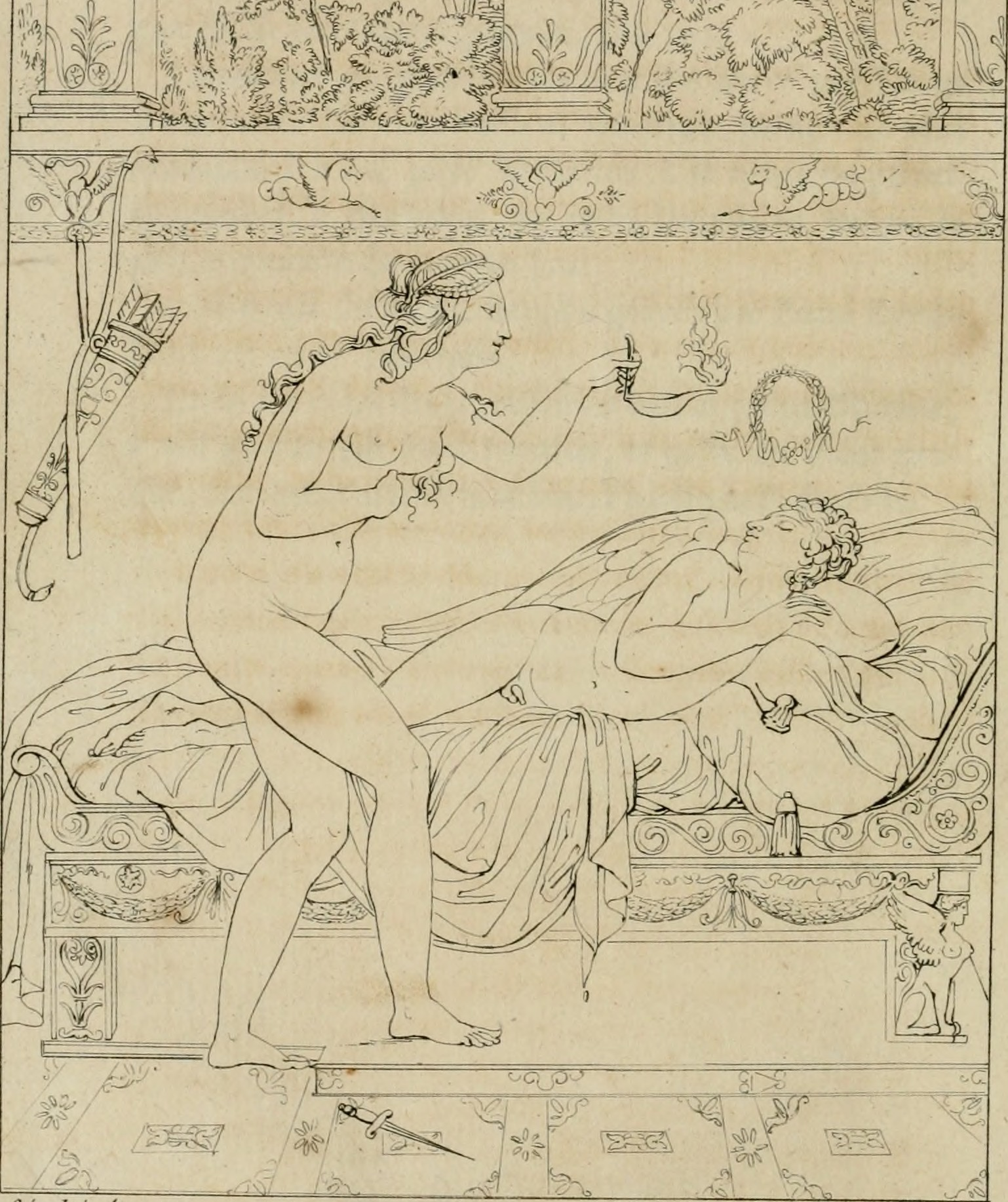
Amore e Psiche, episodio delle Metamorfosi

L'opera maggiore di Apuleio è certamente Le metamorfosi, unico romanzo in lingua latina risalente all'epoca romana pervenutoci integralmente, noto anche, a partire da Sant'Agostino, col titolo de L'asino d'oro.
Il romanzo è diviso in 11 libri e presenta notevoli somiglianze con un'operetta greca, Lucio o l'asino conservata tra quelle di Luciano di Samosata (il neosofista contemporaneo di Apuleio): le due opere probabilmente sono da ricondurre ad una fonte comune, oltre che al genere della fabula Milesia, cui Apuleio fa spesso riferimento, fin dalle prime parole del proemio rivolte al lettore.

### Opere minori
Apuleio fu autore anche di diversi scritti di filosofia e retorica, alcuni dei quali rimasti solo in frammenti.

#### Opere filosofiche
Il De deo Socratis ("Il demone di Socrate") è un trattato filosofico che esamina la teoria demonologica di Socrate e ne espone una propria in modo articolato, in cui dèmoni assumono forma di intermediari tra gli dèi e gli uomini, gli altri due termini della tripartizione apuleiana delle nature animate, e presiedono a rivelazioni e presagi. Come in Plutarco, i dèmoni sono intesi come entità positive, anime custodi e protettrici.
Dubbio è il De mundo ("L'universo"), rifacimento d'ispirazione stoica  dell'omonimo trattato pseudo-aristotelico, risalente al periodo della giovinezza e, infine, il De Platone et eius dogmate ("Platone e la sua dottrina"), sintesi della fisica e dell'etica di Platone. Si suppone dovesse esser seguita da una trattazione logica, probabilmente Perì hermeneias, anche se non quella che ci è pervenuta, in una serie di manoscritti a parte, con il nome di Apuleio stesso.

#### Opere retoriche
La Apologia o Pro se de magia liber è un discorso difensivo, successivamente rielaborato e diviso in due libri, pronunciato al processo per magia del 158. Costituisce l'unica orazione giudiziaria di età imperiale a noi pervenuta. L'orazione è suddivisa in due parti: nella prima, Apuleio si dedica ad un excursus sulla magia affermando che per alcuni popoli il mago era considerato un sacerdote, mentre nella seconda parte ritorna sulla questione di Pudentilla e inizia la sua apologia spiegando la questione dal suo punto di vista. 
Per quanto riguarda lo stile, nell'opera si rintracciano tutte le tecniche compositive di Apuleio, ossia folgorazioni, sospensioni, parallelismi, allitterazioni e neologismi, con un largo uso dell'ironia e altre tecniche oratorie di gusto neo-sofistico. Per quanto riguarda i contenuti, lo scritto è fortemente autobiografico, grande fonte, quindi, di informazioni riguardo alla vita dell'autore. Il carattere autobiografico è, tuttavia, romanzato: la figura dell'autore appare emblematica, quasi mitica. L'orazione è incentrata a marcare la differenza d'intenti tra filosofia e magia: riflessione, purificazione e innalzamento spirituale, la prima; danno alle altre persone, la seconda.
I Florida ("Fiori vari", quindi florilegio), invece, provengono dalla raccolta in 4 libri delle declamazioni dell'autore: si tratta di 23 estratti di declamazioni epidittiche, recitate durante i suoi pellegrinaggi, specialmente a Roma e Cartagine.
Gli estratti sono così distribuiti: 
I. Captatio benevolentiae al pubblico; II. Aneddoto su Socrate e discorso sull'importanza degli occhi come testimoni; III. Marsia; IV. Il flautista Antigenida; V. Inizio di una declamazione in un teatro; VI. Gli Indiani; VII. Alessandro Magno; VIII. Nobiltà di nascita e di rango; IX. Sui rivali declamatori di Apuleio; X. Sui demoni; XI. La mancanza di virtù (estratto frammentario); XII. Il pappagallo; XIII. Eloquenza e filosofia; XIV. Su Cratete cinico; XV. Su Samo e Pitagora; XVI. Discorso sulla sua statua in Cartagine; XVII. A Scipione Orfito; XVIII. Discorso declamato a Cartagine; XIX. Sul medico Asclepiade; XX. Sulla cultura a Cartagine; XXI. Sulla fretta; XXII. Ancora su Cratete cinico; XXIII. Sulla moderazione.
Emerge, come si vede dagli argomenti, una grande varietà di tematiche, anche se vi è un maggior interesse per l'aspetto formale, in quanto Apuleio vuole ottenere il plauso del pubblico con uno stile ricco di metafore, similitudini, giochi verbali e aneddoti. Gli estratti XVI e XVII, inoltre, testimoniano l'impegno di Apuleio come avvocato forense durante la sua tarda permanenza a Cartagine e richiamano lo stile oratorio esibito nel De Magia.

#### Opere perdute e apocrifi
Ad Apuleio sono ascritte diverse opere andate perdute di cultura generale (Quaestiones conviviales, De republica, De proverbiis, Epitome historiarum), scienza (De arboribus, De piscibus, De re rustica, Naturales quaestiones, De musica, De arithmetica) e letteratura (Ludicra, Hymni in Aesculapium e Carmina amatoria. A queste opere vanno aggiunte una traduzione del Fedone e de La Repubblica platonici, la traduzione della Introduzione all'aritmetica di Nicomaco di Gerasa e Hermagoras, ritenuto da molti un secondo romanzo.
Vi è, inoltre, in corpus di opere di discussa ascrivibilità (cosiddetto  "Pseudo-Apuleio"), che si sospettano non autentiche ma solo legate alla fama di Apuleio come taumaturgo e guaritore. Tra queste, il trattatello di logica Perì hermeneias, Physiognomonĭa, il dialogo Asclepius, De remediis salutaribus e De herbarum virtutibus.

## Il mondo poetico e concettuale di Apuleio

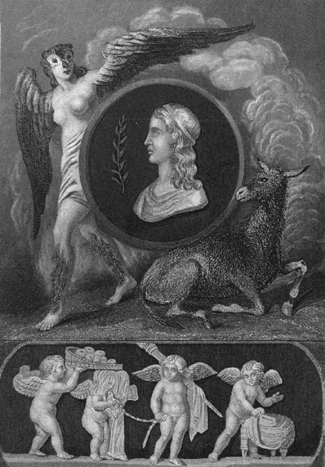
Rappresentazione di Apuleio affiancato da Pánfila che si trasforma in gufo e l'Asino d'oro

Il II secolo, età in cui visse Apuleio, è segnato da una profonda crisi spirituale. Il cosmopolitismo si afferma nell'Impero romano e decade il valore della cittadinanza romana, che legava il civis romanus alla res publica. Questa tendenza centrifuga favorisce un conseguente riflusso nel privato, concentrando l'attenzione sulle problematiche e sugli affanni che più interessano l'individuo, come la paura della morte e della perdita dell'«io». Per trovar conforto da queste angosce, l'uomo del II secolo adotta un atteggiamento sempre più rivolto al misticismo, che interessa tutti i campi culturali.
All'interno di questo contesto, Apuleio aderì al medioplatonismo, che ben incorpora tutte le tendenze della sua epoca e che riprende le dottrine non scritte di Platone. Esso, talvolta, si rivolge anche ad altre tradizioni di pensiero, come il pitagorismo e l'orfismo, che vertono su un forte misticismo in grado di spingersi oltre un'indagine puramente materiale della realtà. La componente mistica è fondamentale nella visione medioplatonica: essa è la via di separazione dal proprio corpo che costringe l'anima come in una prigione, e della conseguente ascensione verso il divino.
Apuleio dimostra la sua adesione a questa corrente filosofica in modi diversi. I primi riscontri si trovano nel trattato filosofico De deo Socratis, che espone la sua visione filosofica in relazione a quella socratica, quindi nella dottrina demonologica esposta da Apuleio. Allo stesso modo, manifestazione dell'affiliazione dell'autore col medioplatonismo è anche il suo forte interesse per la magia, i rituali e i culti misterici. Gran parte della sua formazione è sicuramente dedicata, infatti, ai misteri di Esculapio e ai misteri eleusini. La stessa vicenda di Lucio, il protagonista de Le metamorfosi, riconosciuta come fortemente autobiografica, conferma la sua dedizione alla magia.
Di queste inquietudini è testimonianza anche il suo stile, da un lato manieristico, ad imitazione dello stile dell'età repubblicana (da qui, l'uso di termini, che si rifanno alla poetica di Catullo), e di arcaismi; dall'altro innovativo, con il ricorso a termini del dialetto latino africano e neologismi, ai quali si aggiunge l'uso di espressioni colloquiali e gergali.
Ne Le metamorfosi, si fa più marcata la distanza dal modello ciceroniano di concinnitas e l'avvicinamento ad una maggiore suggestività, realizzata attraverso la musicalità, il ritmo e le figure sonore.
Apuleio è, inoltre, seguace della Seconda sofistica (conosciuta anche come Nuova sofistica o Neosofistica), un movimento culturale sviluppatosi in Grecia tra il II secolo e il VI secolo che riprende l'uso della dialettica e della retorica sofistica nella forma, ma abbandonandone i temi filosofici ed etici nel contenuto. Apuleio si distingue, infatti, per la sua abilità retorica dandone prova nelle sue conferenze, in parte raccolte nei Florida, risalenti all'epoca in cui era sofista itinerante, come nel discorso difensivo, rivisto e trascritto nell'Apologia, di quando è più maturo.

## Fortuna
Apuleio godette di un'eccezionale fama già da vivo: sappiamo di due statue erettegli dai Cartaginesi e di altre anche altrove (ne parla lui stesso in Florida 16), e disponiamo della lapide del basamento di una statua a lui dedicata dai suoi concittadini di Madaura.
L'Africa dell'ultimo paganesimo esaltò Apuleio per il profondo afflato religioso del libro X delle Metamorfosi e per le sue virtù di mago e taumaturgo, contrapponendo i suoi miracoli, e quelli di Apollonio di Tiana, ai miracoli di Cristo. All'inizio del V secolo Apuleio diventa bersaglio dell'apologetica cristiana. La voce meno ostile è quella dell'africano Agostino, che proprio a Madaura studia fino ai sedici anni (Confessiones). Agostino non mostra di credere ad Apuleio mago, né ai suoi miracoli (Epistulae 138), rispetta e combatte l'Apuleio filosofo neoplatonico e la sua teoria dei demoni, apprezza molto però lo scrittore e il retore e soprattutto battezza le Metamorfosi col titolo L'Asino d'oro, titolo con cui il romanzo è conosciuto nel Medioevo.
Per secoli di Apuleio si lessero solo le opere filosofiche, finché con l'Umanesimo l'interesse si spostò sulle Metamorfosi. Il vero riscopritore delle Metamorfosi è Boccaccio, che copia il romanzo già intorno al 1338. La prima traduzione in volgare del romanzo apuleiano fu del Boiardo nel Quattrocento, seguita dalla rielaborazione dei primi dieci libri dal Firenzuola col titolo L'Asino d'oro (1525). Non solo in Italia, ma in tutta l'Europa le Metamorfosi si diffusero in ottime e numerosissime traduzioni, esercitando un influsso senza confronti per vastità, consistenza e continuità sulle singole narrative nazionali: oltre alla novellistica, da ricordare anche i romanzi picareschi e, in età romantica, quelli di magia e visionari.

### Annotazioni
1. ↑  Apuleio stesso si definiva "seminumida et semigetulus", ovvero mezzo numida e mezzo getulo (Apologia, 24).

### Fonti
1. ↑  Incisione dal Crabbes Historical Dictionary, 1825.
2. ↑   Francesco Geraci: Lucio Apuleio Madaurense Oratore Awocato e Conferenziere. Pp. 247. Reggio: Giuli, 1935. Paper, L. 11.75., in cambridge.org. URL consultato il 23 maggio 2018.
3. 1 2 3 4   Carlo Landi, APULEIO, in Enciclopedia Italiana, Roma, Istituto dell'Enciclopedia Italiana, 1929. URL consultato il 23 maggio 2018.
4. 1 2 3 4 5   Apulèio, in Treccani.it – Enciclopedie on line, Roma, Istituto dell'Enciclopedia Italiana. URL consultato il 23 maggio 2018.
5. 1 2 3   Giorgio Paolini, LUCIO  APULEIO, in filosofico.net. URL consultato il 23 maggio 2018.
6. ↑  Indicato da sant'Agostino in De civitate Dei XVIII, 18.
7. ↑   Claudio Moreschini, La Polemica Di Agostino Contro La Demonologia Di Apuleio, in Annali della Scuola Normale Superiore di Pisa. Classe di Lettere e Filosofia, vol. 2, n. 2, 1972,  pp. 583–596. URL consultato il 9 aprile 2025.
8. ↑  Cfr. l'edizione a cura di Francesca Piccioni, Apuleio. 'Florida' , Introduzione, testo, traduzione e commento, Cagliari, University press letteratura, Cuec Editrice, 2018.
9. ↑  Cfr. A. Toschi, Apuleio neosofista. Discorso per la sua statua a Cartagine
(Floridum 16), Introduzione, testo, traduzione e commento, Parma, Università degli Studi, 2000.
10. ↑  Un brevissimo frammento in Carisio, in Gramatici Latini, ed. Keil, vol. I, 240.
11. ↑  Due brevissime citazioni in Prisciano non consentono nemmeno di stabilire se fosse un raccolta di novelle o - come crede S. J. Harrison, Apuleius. A Roman sophist, Oxford, OUP, 2004, p. 24 - un riassunto di storia romana come quello di Floro
12. ↑  Un frammento non testuale citato da Servio nel commento a Georgiche, II, 126.
13. ↑  Una citazione in Palladio, I 35, 9.
14. ↑  Ne restano solo due epigrammi in Apologia, cap. 9 e la menzione in Florida, 20, 5-6; dei Ludicra resta un settenario in Nonio, p. 96 L.
15. ↑  Di cui restano due brevi citazioni in Prisciano.
16. ↑  Un brevissimo frammento in Fulgenzio, senza riscontro testuale in Platone, forse permette di ipotizzare che fosse una traduzione/rielaborazione.
17. ↑  COme testimoniato esplicitamente da Cassiodoro, Institutiones, II 4, 7 e da Isidoro di Siviglia, Etimologie, III 2, 1.
18. ↑  Sei brevissimi frammenti, di cui cinque, riferiti a un "primo libro", permettono di ipotizzare un'estensione in almeno 2 libri.
19. ↑  Versione latina di un trattato alchemico quasi del tutto perduto in originale. Il dialogo fu probabilmente attribuito al nostro autore per l'importanza che riveste Esculapio nella sua opere (cfr. Apologia, cap. 55; Florida, 18; De deo Socratis, cap. 15.
20. ↑  Un breve frammento di farmacologia botanica spesso riportato in appendice ai manoscritti della Naturalis Historia di Plinio.
21. ↑  Sul trattato relativo alle erbe, composto da 131 capitoli su piante officinali destinate alla cura di varie patologie, si veda S. Mattei, L'erbario di Apuleio platonico: un'ipotesi sulla datazione, in "Rivista di cultura classica e medioevale", Vol. 52, No. 1 (gennaio-giugno 2010), pp. 139-144, che lo data al tardo IV secolo d.C.
22. ↑  Si veda C. Schlam, Platonica in the Metamorphoses of Apuleius, in "Transactions and Proceedings of the American Philological Association", Vol. 101 (1970), pp. 477-487.
23. ↑  Cfr. B. M. Portogalli, Sulle fonti della concezione teologica e demonologica di Apuleio, in "Studi Classici e Orientali", Vol. 12 (1963), pp. 227-241.
24. ↑  Cfr. L. Nicolini, Ad (l)usum lectoris: giochi di parole nelle Metamorfosi di Apuleio, in "Materiali e discussioni per l'analisi dei testi classici", No. 58 (2007), pp. 115-179.
25. ↑  Su cui si veda E. Fumagalli, Matteo Maria Boiardo volgarizzatore dell'«Asino d'oro». Contributo allo studio della fortuna di Apuleio nell'Umanesimo, Padova, Antenore, 1988.
26. ↑  Sulla fortuna di Apuleio, si veda da ultimo The Afterlife of Apuleius, a cura di F. Bistagne, C. Boidin, R. Mouren, London, ULP, 2021.